# Simon Burke (Biathlet)
Simon „Si“ Burke (* 14. August 1970) ist ein ehemaliger britischer Biathlet.

## Karriere
Si Burkes internationale Karriere beschränkt sich auf eine Reihe von Einsätzen im Jahr 2007. Zunächst startete er bei den Biathlon-Europameisterschaften 2007 im bulgarischen Bansko und wurde dort 55. im Einzel, 56. des Sprints, 43. im Verfolgungsrennen sowie mit Carl Carrier, Paul Whibley und Simon Allanson 13. im Staffelwettbewerb. Es folgten Einsätze im Biathlon-Europacup, bestes Resultat wurde dort ein 29. Platz im Verfolgungsrennen von Haute-Maurienne. Letztes internationales Rennen war zugleich der einzige Einsatz im Biathlon-Weltcup. In Pokljuka wurde Burke gemeinsam mit Lee-Steve Jackson, Kevin Kane und Stephen Hill eingesetzt und erreichte den 18. Rang.
National war Burke mit sechs Titeln einer der erfolgreichsten Biathleten Mitte der 2000er Jahre. 2004 gewann er mit der Militärpatrouille seiner Einheit seine erste Medaille. 2005 wurde er Zweiter mit dem Team und Dritter im Patrouillenlauf und mit der Staffel. Im Jahr darauf gewann er wieder in diesen drei Wettbewerben, konnte aber in der Staffel sogar Silber erzielen. 2007 gewann er in allen drei Wettbewerben die Titel. Hinzu kamen Silber im Einzel hinter Marc Walker, mit dem er auch alle Medaillen seiner Karriere in der Staffel und im Team gewann, sowie Bronze im Sprint wie im Massenstart. Auch 2008 gewann er die Titel im Team, mit der Staffel und im Patrouillenlauf und zudem Bronze im Einzel. 2009 kam noch eine Bronzemedaille mit der Militärpatrouille hinzu. Seitdem nahm Burke an keinem weiteren Rennen mehr teil.

## Persönliches
Er ist mit der ehemaligen Biathletin Sarah Burke verheiratet.

## Biathlon-Weltcup-Platzierungen
Die Tabelle zeigt alle Platzierungen (je nach Austragungsjahr einschließlich Olympische Spiele und Weltmeisterschaften).
- 1.–3. Platz: Anzahl der Podiumsplatzierungen
- Top 10: Anzahl der Platzierungen unter den ersten zehn (einschließlich Podium)
- Punkteränge: Anzahl der Platzierungen innerhalb der Punkteränge (einschließlich Podium und Top 10)
- Starts: Anzahl gelaufener Rennen in der jeweiligen Disziplin

| Platzierung         | Einzel | Sprint | Verfolgung | Massenstart | Staffel | Gesamt |
| ------------------- | ------ | ------ | ---------- | ----------- | ------- | ------ |
| 1. Platz            |        |        |            |             |         |        |
| 2. Platz            |        |        |            |             |         |        |
| 3. Platz            |        |        |            |             |         |        |
| Top 10              |        |        |            |             |         |        |
| Punkteränge         |        |        |            |             | 1       | 1      |
| Starts              |        |        |            |             | 1       | 1      |
| Stand: Karriereende |        |        |            |             |         |        |